# Doppeltwirkender Verbrennungsmotor
Ein doppeltwirkender Verbrennungsmotor ist ein Motor, der sowohl über als auch unter dem Kolben einen Brennraum hat, also zwei Brennräume pro Zylinder. 

## Funktionsprinzip
Der Zylinder ist sowohl nach oben wie nach unten durch einen Zylinderdeckel abgeschlossen, so entstehen zwei Brennräume, die durch den Kolben voneinander getrennt sind. Am Kolben ist eine Kolbenstange fest angebracht, die gasdicht durch den unteren Zylinderdeckel geführt ist. Unter dem unteren Deckel ist die Kolbenstange über einen Kreuzkopf mit einem Pleuel verbunden, über das die Kraft an die Kurbelwelle weitergegeben wird.
Das doppeltwirkende Prinzip ist theoretisch bei allen Verbrennungsmotoren, also Otto- wie Dieselmotor, Zwei- wie Viertakter möglich. Tatsächlich gebaut wurden jedoch nur Zwei- und Viertakt-Dieselmotoren, Versuche mit Ottomotoren waren nicht erfolgreich. Zweitaktmotoren hatten externe Spülgebläse, da das Kurbelgehäuse nicht als Spülpumpe genutzt werden konnte.
Doppeltwirkende Zylinder sind bei Dampfmaschinen verbreitet und bewährt. So verfügen Dampflokomotiven nahezu durchgehend über diese. Mit der Übernahme des Prinzips wurde versucht, die Leistungsdichte eines Motors zu erhöhen. Ein doppeltwirkender Viertakter erreicht theoretisch die Leistung eines einfachwirkenden Zweitakters. Praktisch entstehen Leistungsverluste, da der untere Brennraum durch die Kolbenstange kleiner und zerklüftet ist. Zudem ist die Leistungsabgabe ungleichmäßiger, da die Arbeitstakte zwischen oberem und unterem Brennraum um 180° Kurbelwinkel zueinander versetzt sind. Der Zündabstand im doppeltwirkenden Viertaktzylinder ist also 180°/540°. Ein doppeltwirkender Zweitakter hat keine ungleichmäßige Leistungsabgabe, der Zündabstand ist 180°/180°.

## Geschichte

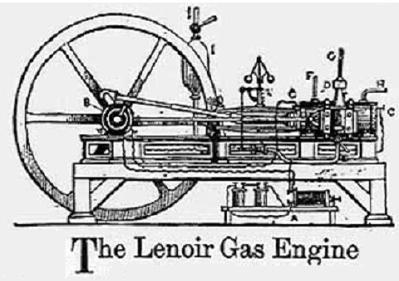
Schema des Lenoir-Gasmotors

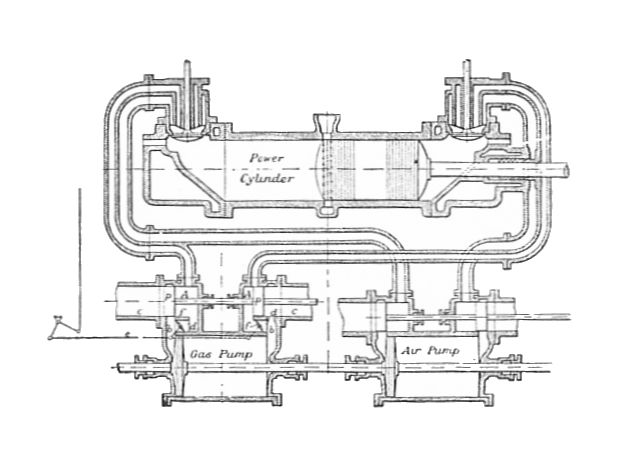
Gasmotor von Körting Hannover (1903)

Étienne Lenoir präsentiert 1860 einen doppeltwirkenden Leuchtgas-Zweitaktmotor.
Körting Hannover baute um 1900 herum stationäre doppeltwirkende Gasmotoren.
Die Fritz war mit Indienststellung 1915 das erste (Versuchs-)Handelsschiff mit doppeltwirkenden Zweitakt-Dieselmotoren als Antrieb.
Die Magdeburg war bei Indienststellung 1925 das erste reguläre deutsche Handelsschiff mit doppeltwirkendem Zweitakt-Dieselmotor.
Die Entwicklung und der Bau von doppeltwirkenden Viertaktmotoren wurde schon in den 1930er Jahren aufgegeben. Der Bau von doppeltwirkenden Zweitaktmotoren für stationäre Anwendungen und Schiffsantriebe endete Mitte der 1950er Jahre. Zu den bekanntesten doppeltwirkenden Zweitaktmotoren gehören der Zweitakt-Kreuzkopf-Reihenmotor MAN DZ 53/800 mit einer Zylinderleistung von 596 kW bei 214/min und der für die deutsche Kriegsmarine entwickelte 24-Zylinder V-Motor MAN V24Z 32/44.
Mit dem Einsatz von Abgasturboladern konnte die Leistungsdichte von einfach wirkenden Motoren konstruktiv leichter, effektiver und betriebssicherer gesteigert werden, was zum Ende der doppeltwirkenden Motoren führte.

## Nachteile
Zu den Nachteilen der doppeltwirkenden Motoren zählen:
- Hohe thermische Belastung des Kolbens, der von oben und unten durch die Verbrennung aufgeheizt wird, die Wärme aber nur schlecht über Kolbenringe und Zylinderwand abführen kann.
- Aufwendige Kolbenkonstruktion, da der Verbrennungsdruck in beiden Richtungen ausgehalten werden muss. Dadurch teure, aufwendige und schwere Kolbenkonstruktionen und hohe oszillierende Massen.
- Im unteren Brennraum ist durch die Kolbenstange keine zentrale Einspritzung bzw. Zündung möglich, zudem ist der Brennraum durch die Kolbenstange zerklüftet. Beides wirkt sich nachteilig auf die Gemischbildung und Verbrennung aus.
- Die Abdichtung der Kolbenstange im unteren Brennraumdeckel ist sehr störungsanfällig und für höhere Verbrennungsdrücke schlecht geeignet. Die Verwendung von Schweröl verschärft das Abdichtungsproblem.